# Крупа (Попрад)
Крупа (словац. Krupá) — річка в Словаччині, злиттям з Гінцовим потоком утворює річку Попрад, протікає в окрузі Попрад.
Довжина приблизно 2.0-2.5 км. Витік знаходиться в масиві Високі Татри (геоморфологічна підодиниця Татранське передгір'я — Попрадський Став); на висоті близько 1494 метри. Протікає територією села Штрба (частина Татранська Штрба).
Зливається з Гінцовим потоком на висоті приблизно 1300-1305 метрів.